# Aphyosemion lugens
Aphyosemion lugens är en fiskart som beskrevs av Amiet, 1991. Aphyosemion lugens ingår i släktet Aphyosemion och familjen Nothobranchiidae. IUCN kategoriserar arten globalt som starkt hotad. Inga underarter finns listade i Catalogue of Life.